# (4811) Semashko
(4811) Semashko (1973 SO3) – planetoida z pasa głównego asteroid okrążająca Słońce w ciągu 3,37 lat w średniej odległości 2,25 j.a. Odkryta 25 września 1973 roku.